# Grécourt (Somme)
Grécourt ist eine Ortschaft und eine ehemalige französische Gemeinde mit zuletzt 21 Einwohnern (Stand 1. Januar 2016) im Département Somme in der Region Hauts-de-France. Sie gehörte zum Kanton Ham.
Sie wurde mit Wirkung vom 1. Januar 2019 mit der früheren Gemeinde Hombleux zur gleichnamigen Commune nouvelle Hombleux fusioniert und hat in der neuen Gemeinde keinen Status einer Commune déléguée.

## Geographie
Die Gemeinde liegt südlich der Départementsstraße D930 von Nesle nach Ham und östlich des Canal du Nord.

## Geschichte
Im Ersten Weltkrieg wurde die Gemeinde stark zerstört.

## Einwohner
| 1962 | 1968 | 1975 | 1982 | 1990 | 1999 | 2006 |
| ---- | ---- | ---- | ---- | ---- | ---- | ---- |
| 26   | 30   | 19   | 25   | 24   | 26   | 24   |